# Rödryggig hackspett
Rödryggig hackspett (Veniliornis callonotus) är en fågel i familjen hackspettar inom ordningen hackspettartade fåglar.

## Utseende och läte
Rödryggig hackspett är en liten och färgglad medlem av familjen. Båda könen har röd rygg och vit undersida med endast mycket svag tvärbnadning. Hanen har röd hjässa, honan svart. Sången består av en lång och skallrande drill.

## Utbredning och systematik
Rödryggig hackspett delas in i två underarter med följande utbredning:
- callonotus – förekommer i sydvästra Colombia (Nariño) och nordvästra Ecuador (söderut till Guayas, El Oro)
- major – förekommer i sydvästra Ecuador (El Oro och Loja) och nordvästra Peru

### Släktestillhörighet
Arten placeras traditionellt i släktet Veniliornis. DNA-studier visar dock att övervägande amerikanska hackspettar som tidigare förts till Picoides står närmare Venilliornis än typarten i släktet, tretåig hackspett. Olika auktoriteter behandlar dessa resultat på varierande sätt, där dessa hackspettar oftast lyfts ut i de mindre släktena Dryobates och Leuconotopicus, som successivt är Veniliornis-arternas närmaste släktingar. Tongivande Clements et al har istället valt att inkludera alla i ett expanderat Dryobates.

## Levnadssätt
Rödryggig hackspett är vanligast i torra lövskogar och buskmarker, men kan också hittas i avverkad regnskog.

## Status och hot
Arten har ett stort utbredningsområde och tros öka i antal. Internationella naturvårdsunionen IUCN listar den därför som livskraftig (LC).